# 裂叶宜昌荚蒾
裂叶宜昌荚蒾（学名：Viburnum erosum var. taquetii）是五福花科荚蒾属宜昌荚蒾的变种。分布在日本、朝鲜以及中国大陆的山东等地，目前尚未由人工引种栽培。